# 藤田哲也 (気象学者)
藤田 哲也（ふじた てつや、英: Tetsuya Theodore "Ted" Fujita、1920年10月23日 - 1998年11月19日）は、日本・アメリカ合衆国の気象学者。
福岡県北九州市小倉南区出身。ダウンバースト（下降噴流）とトルネード（竜巻）の研究における世界的権威として知られ、その優れた業績から Mr. Tornado（ミスター・トルネード）、Dr. Tornado（竜巻博士）とも称された。また観測実験で得た難解な数式なども、見やすい立体図などの図解にしてしまうことから「気象界のディズニー」とも呼ばれていた。

## 業績
藤田が渡米した当時、トルネードが多く発生するアメリカにおいて、発生の回数は記録されていたが、その規模等は記録されていなかった。そこで藤田は、ミズーリ州カンザスシティの気象予報センター長であったアラン・ピアソン（Allan Pearson）と共に、トルネードによる建物の破壊の程度などからその最大風速を推定する方法を考案し、Fujita-Pearson Tornado Scale（トルネード階級表、通称F-Scaleとも藤田スケールとも呼ばれる）として提唱した。このF-Scaleは、国立気象局で1973年から採用され、現在では国際的な基準として広く用いられている。
上記のような素晴らしい業績を収めたことから、もしもノーベル賞に気象部門があったなら、受賞は間違いないだろうと言われていた。
藤田は多くのトルネードを分析した結果、トルネードが発生するには、まず親雲が存在することが前提条件であると考えた。そして、親雲から発生した渦が地形と気象との関連により地上に達成した時、トルネードとして発生することを推論し、この発生メカニズムを実験室で再現して見せた。
1947年（昭和22年）8月24日、明治専門学校（現在の九州工業大学）の助教授時、脊振山頂測候所の観測小屋で、大谷和夫所長と助手の3人で雷雲の観測を実施。脊振山麓の南西から強い雷雲 (入道雲) が吹き上げ、山頂上空に達すると、20メートル毎秒以上の強風が吹き、気圧計が大きく変勤することを観測した。測候所の自記計が捉えた風と気圧変化のデータを分析して、上昇気流に乗って空高く発達した雷雲の下部、脊振山頂の高さに、今まで知られなかった「下降気流」があることを検証した。
福岡県と佐賀県県境にある背振山の米軍レーダーサイトにあったごみ捨て場から、シカゴ大教授のHorace Byersによる Thunderstorm Project のレポートを偶然拾った。同教授宛に自分の研究内容の一部を送付したところ、同教授から研究内容と才能を見出され同大学に招聘される。当時、藤田は脊振山で雷などの観測、研究を行うことがあった。
また、1975年にジョン・F・ケネディ国際空港でイースタン航空66便着陸失敗事故が発生した際、当初この事故はパイロットの操縦ミスが原因であるとの結論が出た。しかし、それに納得のいかなかった航空会社が藤田に事故原因の再調査を依頼した。これに関して藤田は、空港付近でごく短い時間に強い下降気流が発生したことを突き止め、その発生プロセスを解明し、旅客機の墜落はこのダウンバースト（下降噴流）に起因すると指摘した。その後、ダウンバーストはドップラー・レーダーを使用することで、事前にある程度の予測が可能であることを立証し、世界各地の空港にドップラー・レーダーが配備されるようになった。
勲二等瑞宝章を受章。日本気象学会の最高の名誉である藤原賞を受賞。

## 略歴
- 1920年（大正9年）: 福岡県企救郡曽根村（現在の北九州市小倉南区）に生まれる。
- 1939年（昭和14年）: 小倉中学校（現在の福岡県立小倉高等学校）を卒業。在籍時に第一回理科賞を受賞[2]。
- 1943年（昭和18年）: 明治専門学校（現在の九州工業大学）工学部機械科を卒業すると同時に、同大学で助手、物理学助教授に就任する。明治専門学校の同期には小説家のカズオ・イシグロの父親である石黒鎮雄[5]が在籍していた[6]。
- 1945年（昭和20年）: 広島および長崎への原爆投下を受けて、それらの被害調査に派遣される。この時に撮影されたと見られる写真37点と撮影場所などを記した地図5枚が2013年3月に発見され、遺族は写真を長崎原爆資料館に寄贈することとした。写真は原爆投下の11日後から撮影されており、爆心地を捉えたものとしては3番目に古い[7]。真夏の炎天下に3日間で調査を行い、樹木の倒れ方や焦げ方、墓地の花受けの竹筒の焦げ方の角度から、直下地点 (グラウンド・ゼロ) での爆発の高度を地上約520メートルと推定[2]。
- 1947年（昭和22年）8月24日: 脊振山頂で下降気流の観測を実施 (上記「業績」欄を参照のこと)。
- 1947年（昭和23年）: 現在のみやま市 (瀬高、山川、高田町が合併) の「江の浦」で起こった竜巻を調査する[2]。
- 1953年（昭和28年）: 東京大学で博士号を取得し、同年よりシカゴ大学の教授から招聘され、渡米。同大学の気象学客員研究員となる。
- 1957年（昭和32年）: ノースダコタ州のファーゴ市で発生した強い竜巻について、渡米後の初調査として行う[2]。
- 1965年（昭和40年）: シカゴ大学教授に就任する。
- 1965年（昭和40年）: 九州工業大学の「第二回嘉村賞」を受賞[2]。
- 1968年（昭和43年）: アメリカ市民権を取得する。
- 1971年（昭和46年）: 竜巻の規模を示す Fujita-Pearson Tornado Scale (F-Scale) を考案する。
- 1975年（昭和50年）: ジョン・F・ケネディ国際空港で発生した航空機事故の調査を行い、ダウンバーストの研究を本格化させる。
- 1976年（昭和51年）: ダウンバーストの存在を実証する。大竜巻の中に子竜巻があって、メリーゴーラウンドのようにぐるぐる回る二重構造の「親子竜巻」を論文で発表[2]。
- 1979年（昭和54年）: ドップラー・レーダーによりダウンバーストが予測可能であることを立証する。
- 1983年（昭和58年）: ダウンバーストの存在について論争が続いていたが、レーガン大統領の専用機エアフォースワンが着陸した6分後にダウンバーストが発生し、格納庫が破壊された事故が発生。米空軍が対策を講じる過程で、ダウンバースト論の正当性が認められた。
- 1989年（平成元年）: 「気象学界のノーベル賞」と呼ばれるフランス国立航空宇宙アカデミー（フランス語版）賞・金メダルを授与される[2]。
- 1991年（平成3年）: シカゴ大学名誉教授となる (「チャールズ・E・メリアム特勲名誉教綬」の特勲を授かる)。勲二等瑞宝章を受章[2]。
- 1998年（平成10年）11月19日: 糖尿病により自宅で死去。享年78[2]。「竜巻博士」を悼む声が次々に寄せられた[8]。

墓は北九州市小倉南区中曽根の寺にある。

## 著書
- 藤田哲也『たつまき〈上〉』共立出版、1973年。ISBN 4320006771。全国書誌番号:69025713。（絶版）
- 『ある気象学者の一生』（自費出版による自伝。非売品。ただし、復刻本が再版されている[9]）

## 関連作品
- ブレイブ 勇敢なる者「Mr.トルネード～気象学で世界を救った男～（2016年5月2日、NHK）
- 水トク! 1番だけが知っている 各界の1番が魂震えたスゴイ日本人がいたぞSP (2017年11月22日 TBS)　森田正光が薦める『1番だけが知っているスゴイ日本人がいたぞSP』内での一人として紹介された｡
- 福岡管区気象台 Fukuoka Regional Headquarters, JMA 1993年12月9日に福岡管区気象台で「台風とハリケーン」と題した講演が気象台職員向けに行われ、当時の撮影映像が同気象台に残されていた。2022年3月24日に講演の概要が福岡管区気象台ホームページの「気象の知識 - 藤田哲也博士の講演動画」で紹介され[10]、講演動画がyoutubeで公開された。[11]
- ツイスター (映画)　1996年に公開された、アメリカで発生する竜巻を追う研究者達を描いた災害映画。作中の登場人物が藤田スケールに言及するシーンがある。また、主人公は幼い頃に最大規模「F5」の竜巻で父親を失ったという設定。

### 書籍
- Mr.トルネード 藤田哲也 世界の空を救った男, 佐々木 健一 著, 文藝春秋刊, 2017/6/19
- 嵐の正体にせまった科学者たち　第27章テツヤ・テオドール・フジタ, 　J. D. Cox著, 堤 之智訳, 丸善出版, 2013, ISBN 978-4-621-08749-7.